# Willie Maley
Willie Maley – trener piłkarzy Celticu Glasgow w latach 1897-1940. Pierwszy trener w historii tego zespołu. Pozostawał on też jego szkoleniowcem przez najdłuższy czas.